# Coscinia infuscata
Coscinia infuscata là một loài bướm đêm thuộc phân họ Arctiinae, họ Erebidae.